# OGC Nice Côte d'Azur Handball
El Olympique Gymnaste Club de Niza es un club de balonmano femenino de la ciudad francesa de Niza. En la actualidad juega en la Liga de Francia de balonmano femenino.

## Plantilla 2019-20
|  | Porteras - 16 Jovana Micevska - 21 Hatadou Sako - 99 Marija Čolić Extremos izquierdos - 5 Dienaba Sy - 11 Djeneba Tandjan Extremos derechos - 17 Marie Prouvensier - 19 Marina David - 23 Lesly-Joyce Mahouvé Pivotes - 24 Noémie Lachaud - 31 Marie Fall | Laterales izquierdos - 9 Marija Janjić - 33 Martina Školková - 35 Lou Le-Bechennec Centrales - 8 Mélissa Agathe - 13 Djazz Chambertin - 86 Ehsan Abdelmalek Laterales derechos - 18 Jannela Blonbou - 77 Amélie Herzog |